# Sandgeting
Sandgeting (Pterocheilus phaleratus) är en liten solitär geting som särskilt kännetecknas av sin ovanligt långa tunga och sina långa med utstående behåring försedda labialpalper.
Dess utbredningsområde sträcker sig från västra Europa och österut till Kazakstan. I Sverige är sandgetingen mycket sällsynt och finns endast på ett tjugotal olika platser i Skåne, Blekinge, Halland och Öland. Den är klassad som starkt hotad.
Sandgetingen gräver sitt bo i lös sand och sandiga områden nära kusten är i Sverige artens främsta livsmiljö. Som näringsväxter har backtimjan och flockfibbla observerats, men även oxtunga och käringtand anges i mellersta Europa. 